# Villeroy-sur-Méholle
 Villeroy-sur-Méholle  là một xã thuộc the tỉnh Meuse trong vùng Grand Est đông bắc nước Pháp. Xã này nằm ở khu vực có độ cao trung bình 340 mét trên mực nước biển. Dân số theo điều tra năm 1999 của INSEE là 28 người.
Diện tích là 6,47 km2.